# Kamila Skolimowska
Kamila Skolimowska (Warschau, 4 november 1982 – Vila Real de Santo António, 18 februari 2009) was een Poolse atlete, die gespecialiseerd was in het kogelslingeren. Ze werd olympisch kampioene, meervoudig Pools kampioene en verbeterde in totaal zeventien maal het Poolse record op deze discipline. Ze nam driemaal deel aan de Olympische Spelen en won hierbij één gouden medaille.

## Biografie

### Jeugd
Skolimowska had sportieve ouders. Haar vader Robert Skolimowski werd gezien als een van de sterkste mannen ter wereld. Hij was een Poolse gewichtheffer, die zevende werd op de Olympische Spelen van 1980 in Moskou. Haar moeder Teresa Wenta was eveneens een sterke vrouw en speelde handbal op nationaal niveau.
Eerst deed Skolimowska aan roeien, maar stapte later over op het kogelslingeren, wat voor vrouwen een vrij nieuw onderdeel was in de atletiek.
Ze won op 13-jarige leeftijd met een Pools record van 47,66 m een gouden medaille bij het kogelslingeren op de Poolse kampioenschappen. Het jaar erop won ze als 14-jarige het kogelslingeren op de Europese jeugdkampioenschappen en op de Europese kampioenschappen in Boedapest behaalde ze met 62,68 een zevende plaats. In 1999 verbeterde ze in Warschau met 66,62 haar eerste van de vijf wereldjeugdrecords en kort hierna won ze het WK voor junioren B.

### Senioren
Kort voor de Olympische Spelen van 2000 in Sydney wierp ze voor het eerst meer dan zeventig meter. In Sydney behaalde Kamila Skolimowska het grootste succes van haar sportcarrière. Toen maakte het kogelslingeren voor het eerst onderdeel uit van het olympische programma. Met een beste poging van 71,66 won ze een gouden medaille en versloeg hiermee met ruime voorsprong de Russische Olga Koezenkova (zilver; 69,77) en de Duitse Kirsten Münchow (brons; 69,28). Ze was hiermee de jongste olympische kampioene in Sydney.
In 2001, vijftien jaar nadat haar vader een bronzen medaille won bij de Goodwill Games, won zijn dochter bij de Goodwill Games in Brisbane een gouden medaille bij het kogelslingeren. Op het WK 2001 in Edmonton werd Skolimowska vierde en op het EK 2002 in München won ze een zilveren medaille. Op de Olympische Spelen van 2004 in Athene wierp ze verder dan bij haar olympisch debuut, maar met 72,57 moest ze genoegen nemen met een vijfde plaats.
In 2006 gaf Skolimowska blijk van haar kunnen met het winnen van een bronzen medaille op het EK, een zilveren medaille bij de wereldatletiekfinale en een gouden medaille bij de wereldbekerwedstrijden. Begin 2007 verbeterde ze in Doha haar persoonlijk record tot 76,83. Ze was hiermee iets minder dan een meter verwijderd van het wereldrecord, dat op dat moment in handen was van de Russische Tatjana Lysenko. Op de wereldkampioenschappen atletiek 2007 in Osaka drong ze door tot de finale, waar ze met een vierde plaats op een haar na het podium miste. Later dat jaar werd ze ook vierde bij de wereldatletiekfinale in Stuttgart.
Op de Olympische Spelen van 2008 in Peking plaatste Skolimowska zich weliswaar voor de finale, maar werd daar laatste, doordat ze geen geldige worp produceerde.
Ze was aangesloten bij Gwardia Warszawa in Warschau.

### Overlijden
Skolimowska stierf op 26-jarige leeftijd onverwacht tijdens een trainingskamp in Portugal. In het krachthonk werd ze plotseling onwel. Men besloot haar naar het ziekenhuis te voeren. Skolimowska stapte nog zelf in de ambulance, maar werd daar opnieuw onwel, om nooit meer te ontwaken. Skolimowska had de dag ervoor nog geklaagd over van pijn in de kuiten. Tijdens een autopsie werd een longembolie als doodsoorzaak vastgesteld.

## Titels
- Olympisch kampioene kogelslingeren - 2000
- Pools kampioene kogelslingeren - 1996, 1997, 1999, 2000, 2001, 2002, 2003, 2004, 2005, 2006
- Wereldkampioene kogelslingeren junioren B - 1999
- Europees jeugdkampioene kogelslingeren - 1997

## Persoonlijke records
| Onderdeel      | Prestatie | Datum       | Plaats |
| -------------- | --------- | ----------- | ------ |
| kogelslingeren | 76,83 m   | 11 mei 2007 | Doha   |

## Poolse records
| Datum      | Plaats                | Afstand |
| ---------- | --------------------- | ------- |
| 21.06.1996 | POL Piła              | 47,66   |
| 10.05.1997 | POL Warschau          | 55,32   |
| 18.05.1997 | AUT Schwechat         | 61,72   |
| 20.06.1997 | POL Bydgoszcz         | 63,48   |
| 29.05.1999 | POL Sopot             | 64,35   |
| 12.06.1999 | POL Warschau          | 66,62   |
| 27.05.2000 | POL Warschau          | 66,70   |
| 10.06.2000 | POL Warschau          | 69,13   |
| 13.08.2000 | SUI Rüdlingen         | 70,62   |
| 29.09.2000 | AUS Sydney            | 71,16   |
| 09.09.2001 | AUS Melbourne         | 71,71   |
| 08.06.2002 | POL Bydgoszcz         | 72,23   |
| 08.06.2002 | POL Bydgoszcz         | 72,60   |
| 16.07.2005 | ESP Madrid            | 74,27   |
| 29.08.2006 | SVK Dubnica nad Váhom | 74,73   |
| 17.09.2006 | GRE Athene            | 75,29   |
| 11.05.2007 | QAT Doha              | 76,83   |

- Vetgedrukt is een verbetering van het wereldjeugdrecord.

## Prestatieontwikkeling
- 1996: 47,66
- 1997: 63,48
- 1998: 62,72
- 1999: 66,62
- 2000: 71,16
- 2001: 71,71
- 2002: 72,60
- 2003: 71,38
- 2004: 72,57
- 2005: 74,27
- 2006: 75,29
- 2007: 76,83
- 2008: 73,50

## Palmares

### kogelslingeren
- 1997:  Europacup B in Parijs - 57,74 m
- 1997:  EK junioren - 59,72 m
- 1998: 7e EK - 62,68 m
- 1999:  WK junioren B - 63,94 m
- 1999: 21e WK - 50,38 m
- 2000:  OS - 71,16 m (OR)
- 2001:  Jeux de la Francophonie - 67,95 m
- 2001:  Europacup B in Vaase - 64,47 m
- 2001: 4e WK - 68,05 m
- 2001:  Grand Prix Finale - 71,71 m
- 2001:  Goodwill Games - 70,31
- 2002:  EK - 72,46 m
- 2002: 5e Wereldbeker - 65,24 m
- 2003:  EK < 23 jaar - 71,38 m
- 2003: 8e WK - 68,39 m
- 2003: 8e Wereldatletiekfinale - 61,46 m
- 2004: 4e Europacup - 69,68 m
- 2004: 5e OS - 72,57 m
- 2004: 5e Wereldatletiekfinale - 69,83 m
- 2005:  Europacup - 72,38 m
- 2005: 7e WK - 68,96 m
- 2005:  Universiade - 72,75 m
- 2005:  Wereldatletiekfinale - 72,73 m
- 2006:  Europese Wintercup - 73,32 m
- 2006:  Europacup - 68,16 m
- 2006:  EK - 72,58 m
- 2006:  Wereldatletiekfinale - 73,33 m
- 2006:  Wereldbeker - 75,29 m
- 2007: 4e WK - 73,75 m
- 2007: 4e Wereldatletiekfinale - 70,20 m

2000: Kamila Skolimowska ·
2004: Olga Koezenkova ·
2008: Yipsi Moreno ·
2012: Anita Włodarczyk ·
2016: Anita Włodarczyk ·
2020: Anita Włodarczyk ·
2024: Camryn Rogers
- Gemeinsame Normdatei: 1287085172
- World Athletics: 14294418
- Library of Congress Control Number: no2021140816
- Nationale Bibliotheek van Polen: a0000002551407
- Virtual International Authority File: 6821151778231118130006